# Gabriel Santana Pinto
Gabriel Santana Pinto (sinh ngày 6 tháng 1 năm 1990) là một cầu thủ bóng đá người Brasil.

## Sự nghiệp câu lạc bộ
Gabriel Santana Pinto hiện đang chơi cho Kashiwa Reysol.